# 伊里生站
伊里生站是位于新疆维吾尔自治区精河县孔木村的一个铁路车站，邮政编码833307。车站成立于1989年9月17日，关闭于2009年12月。有北疆铁路经过该站，不办理客货运业务，共有三条到发线，主要承担着换挂保留车和会让车业务。车站及其上下行区间均为电气化区段。车站距离乌鲁木齐站371公里，隶属乌鲁木齐铁路局，是五等站。由于乌精二线修双线，于2008年11月8日正式关闭。